# Tarcisio Petracco
(Alfredo Battisti, arcivescovo di Udine)
Tarcisio Petracco (San Giorgio della Richinvelda, 29 marzo 1910 – Udine, 5 gennaio 1997) è stato un partigiano e attivista italiano.
È stato un intellettuale friulano, un protagonista della storia del Friuli del secondo dopoguerra ed è considerato il padre fondatore dell'Università di Udine.

## Biografia
Di famiglia povera, orfano di madre, a diciotto anni Petracco vinse il concorso da radiotelegrafista nella marina mercantile e a ventuno venne arruolato dalla Marina Militare. Fu anche un atleta di livello nazionale e si distinse nel salto in lungo.

### Comandante della Divisione Osoppo
Dopo l'eccidio di Porzûs Petracco sostituì uno dei comandanti uccisi alla guida della VII Brigata Osoppo. Si trovò a dover combattere contemporaneamente contro due nemici: i nazisti e i titini che avanzavano rivendicazioni su parte del territorio friulano.

Nel 1945 riuscì con un manipolo di uomini coraggiosamente a fronteggiare i titini che intendevano invadere il cividalese..
Alla fine della guerra emigrò in Canada, dove di giorno lavorava da imbianchino, e di notte insegnava inglese agli emigrati italiani.

### Professore di liceo
Tornato in Italia nel 1955 ottenne la cattedra di latino e greco al Liceo Classico Jacopo Stellini di Udine.

### Fondazione dell'università
Nella prima metà del Novecento il Friuli era stato teatro di due guerre mondiali, divisioni, invasioni e occupazioni da parte di almeno quattro popoli stranieri, compresi i Cosacchi. 

La popolazione era stata costretta a emigrare per sfuggire alla miseria. Nel secondo dopoguerra si avviò una lenta ricostruzione e anche un parziale e lento rientro da parte di parte degli emigrati. Il boom economico del quale cominciavano a godere gli italiani sfiorava soltanto il Friuli poco industrializzato, che ancora nel 1972 contava il 12% della popolazione impegnata nell'agricoltura. In questo contesto di fondamentale arretratezza nasce la rivendicazione delle forze economiche, politiche, sociali e anche religiose friulane della fondazione di una Università friulana, avversata dalle forze politiche italiane che spingevano per uno sviluppo della più periferica Trieste.
Il 10 febbraio 1972 Tarcisio Petracco fondò il Comitato per l'Università Friulana. L'Università friulana divenne un simbolo dell'autonomia e del riconoscimento dell'identità friulana, così pesantemente martoriata dalle vicende belliche, dall'emigrazione e dalla miseria.

Alla guida del "Comitato per l'università" Petracco si attivò con raccolte di firme e manifestazioni di piazza. 

Malgrado l'avversione dei friulani ad apporre delle firme su documenti, il Comitato si pose come obiettivo quello di raggiungere le 50.000 firme necessarie per una proposta di legge di iniziativa popolare che fondasse l'Università di Udine.
Il disastroso Terremoto del Friuli (1976) sembrò mettere fine alla rivendicazione simbolica dell'Università friulana. Viceversa il Comitato continuò a raccogliere le firme anche sotto le tende dei terremotati fino a raccoglierne 125.000.
La lotta per l'istituzione dell'università di Udine è raccontata nel libro dello stesso Tarcisio Petracco, La lotta per l'università friulana, pubblicato dopo la sua morte dall'Università di Udine.

Si fece promotore dell'istituzione a Udine delle Facoltà scientifiche, ed in particolare della Facoltà di Medicina, avvenuta alla fine nell'anno accademico 1986-1987.

### Riconoscimenti
La città di Udine ha intitolato una via a Tarcisio Petracco.

L'Azienda Ospedaliera Santa Maria della Misericordia di Udine ha intitolato un Padiglione a Tarcisio Petracco.
Il Comune di nascita di San Giorgio della Richinvelda ha intitolato un Centro Educativo a Tarcisio Petracco.
Il Cimitero Monumentale di San Vito di Udine ha un'iscrizione nel Famedio sul Prof. Petracco.